# Esnandes
Esnandes – miejscowość i gmina we Francji, w regionie Nowa Akwitania, w departamencie Charente-Maritime.
Według danych na rok 1990 gminę zamieszkiwało 1730 osób, a gęstość zaludnienia wynosiła 232 osób/km² (wśród 1467 gmin regionu Poitou-Charentes Esnandes plasuje się na 164. miejscu pod względem liczby ludności, natomiast pod względem powierzchni na miejscu 968.).